# Piero Meldini
Piero Meldini (Rimini, 3 marzo 1941) è uno scrittore e saggista italiano.

## Biografia
Piero Meldini è nato a Rimini, dove vive, nel 1941. Si è diplomato al Liceo Giulio Cesare e si è laureato in Lettere classiche all’Università di Bologna. Dopo alcuni anni di insegnamento, ha assunto la direzione della Biblioteca Gambalunga, incarico che ha ricoperto dal 1972 al 1998.
Ha collaborato attivamente con l’editore Mario Guaraldi, per cui ha progettato e diretto collane e con il quale ha pubblicato Reazionaria (1973), Sposa e madre esemplare (1975), Mussolini contro Freud (1976), e Un monumento al duce? (1976), sulle critiche di Denis Mack Smith alle tesi di Renzo De Felice e sulle successive polemiche sulla stampa italiana e anglosassone.
Oltre che di storia contemporanea, si è occupato di psicoanalisi, iconologia, storia locale e storia del cibo. Collaboratore di vari quotidiani (Paese Sera, Il Resto del Carlino, Il Messaggero, La Voce, Quotidiano Nazionale) e periodici (Linus, Alfabeta, La Gola, Prometeo, Romagna arte e storia, Biblioteca di via Senato, ecc.), nel 2004, a Ravenna, ha ricevuto il Premio Guidarello per un articolo sulla storia della piada.
Ha esordito nella narrativa nel 1994 e ha pubblicato cinque romanzi: L'avvocata delle vertigini (1994), che ha conseguito vari premi letterari, tra cui il Premio Bagutta opera prima, il Premio Procida-Isola di Arturo-Elsa Morante e il Premio Chianti, finalista inoltre al Premio Bergamo; L'antidoto della malinconia (1996), Premio Vittorini Siracusa, Premio Catanzaro e Premio Selezione Campiello; Lune (1999); La falce dell’ultimo quarto (2004), Premio Biennale di Narrativa Matelica - Libero Bigiaretti, Premio Chiavari, e finalista al Premio Viareggio; e Italia. Una storia d’amore (2012). I romanzi sono stati tradotti in francese, tedesco, spagnolo, polacco, greco e turco.
Nel 2005 la città di Rimini gli ha conferito il Sigismondo d’Oro.
Fa parte della Giuria del Premio Pascoli di poesia a San Mauro-Pascoli.

## Opere

### Narrativa
- L'avvocata delle vertigini, Adelphi, Milano, 1994
- L'antidoto della malinconia, Adelphi, Milano, 1996
- Lune, Adelphi, Milano, 1999
- La falce dell'ultimo quarto, Mondadori, Milano, 2004
- Italia. Una storia d'amore, Mondadori, Milano, 2012
- Pasticcio, Babbomorto Editore, Imola, 2019

### Saggistica
- Reazionaria. Antologia della cultura di destra in Italia 1900-1973, Guaraldi, Firenze, 1973
- Sposa e madre esemplare. Ideologia e politica della donna e della famiglia durante il fascismo, Guaraldi, Firenze, 1975
- Mussolini contro Freud. La psicoanalisi nella pubblicistica del fascismo, Guaraldi, Firenze, 1976
- Un monumento al duce? Contributo al dibattito sul fascismo, Guaraldi, Firenze, 1976
- La cucina dell'Italietta, 4 voll., Guaraldi, Firenze, 1977
- (con Pier Giorgio Pasini) La Cappella dei Pianeti del Tempio Malatestiano, Pizzi, Cinisello Balsamo, 1983
- La Riminese. Venti ritratti di donne da Francesca alla Saraghina, Maggioli, Rimini, 1986. Seconda edizione riveduta e ampliata: Interno4 Edizioni, Rimini, 2019
- (con Pier Giorgio Pasini) Guercino e dintorni, Nuova Alfa, Bologna, 1987
- (con Giordana Mariani Canova e Simonetta Nicolini) I codici miniati della Gambalunghiana di Rimini, Motta, Milano, 1988
- Le pentole del diavolo, Camunia, Milano, 1989
- (con Gabriello Milantoni) Pranzi di carta, Torriana, Orsa Maggiore, 1990
- Tenebrosa Rimini: una mappa dei luoghi misteriosi, infestati e maledetti, Guaraldi, Rimini,  1992
- (con Giovanni Rimondini) Rimini prima dei Bagni,  Cassa di Risparmio, Rimini, 1993
- La cucina romagnola, Guaraldi, Rimini, 1993
- Le ricette d'e' Gnaf , Panozzo, Rimini, 1997
- La Biblioteca gambalunghiana e la sua origine: sale antiche e preziosi codici, Raffaelli, Rimini, 1998
- (con Michele Marziani) La cucina riminese tra terra e mare, Panozzo, Rimini,  2005
- La cultura del cibo tra Romagna e Marche, Minerva, Bologna,  2005
- Gli Italiani e il cibo negli ultimi due secoli, Guaraldi, Rimini, 2005
- (con Oreste Delucca) Piade e piadine. Sette secoli di storia, Panozzo, Rimini, 2024
- L'invenzione della pralina, Edizioni Henry Beyle, Milano, 2024
- Mangiare a Rimini dall'età romana al Novecento, Panozzo, Rimini, 2025